# Матказимов, Турсунали
Турсунали́ Маткази́мов (1932—2004) — советский таджикский работник сельского хозяйства, хлопкороб, пионер-герой. Герой Социалистического Труда (1948).
Наряду с Нателлой Челебадзе является одним из самых молодых Героев Социалистического Труда (получил звание в 15 лет).

## Биография
Родился в 1932 году в Ферганской области Узбекской ССР (ныне Узбекистана). По национальности узбек. Через несколько лет семья переехала в соседний Регарский район Таджикской ССР (ныне Турсунзадевский район Таджикистана). Там мальчик учился в школе имени Лахути.  В период Великой Отечественной войны, трудоспособное население ушло на фронт, многие не вернулись с войны. И школьники, наравне со взрослыми, работали на фронт и после войны участвовали в восстановлении народного хозяйства страны. 
Турсунали работал в колхозе имени Фрунзе. Его пионерской дружине (школы им. Лахути Регарского района Таджикской ССР) была выделена земля, на которой ребята посадили хлопок и ухаживали за посевами.
Турсунали был звеньевым пионерского звена, в которое, кроме него, входили трое девочек. Весной 1947 года, когда он учился в 5-м классе, колхоз доверил звену выращивание хлопка на площади 3 гектара на наиболее сложном участке, покрытом зарослями тутовника.
В 1947 году случились заморозки, и весь урожай оказался под угрозой. Турсунали предложил всем ребятам бороться за урожай. Несколько ночей они дежурили на полях, жгли костры, а каждый кустик накрыли специальными колпачками из бумаги, всячески сохраняя тепло. Благодаря настойчивости и упорству, звену удалось, несмотря на трудности, взрастить рекордный урожай. Конечно, были потери, но большая часть урожая была спасена. Удалось получить 89,2 центнера хлопка с гектара на общей площади в 3 гектара.
Всему отряду была объявлена благодарность, а самому Турсунали 1 марта 1948 года Указом Президиума Верховного Совета СССР, за получение высокого урожая хлопка при выполнении колхозом обязательных поставок и натуроплаты за работу МТС в 1947 году и обеспеченность семенами для весеннего сева 1948 года, было присвоено звание Героя Социалистического Труда с вручением ордена Ленина и золотой медали «Серп и молот». Остальные члены звена были награждены орденами Ленина и Трудового Красного Знамени.
В том же 1948 году звено взялось за выращивание хлопка на площади уже в 6 гектаров, получив урожай 72 центнера с гектара. 8 июля 1948 года, за получение этого крупного урожая хлопка Матказимов был награждён вторым орденом Ленина.
После окончания школы поступил в сельскохозяйственный институт. Окончив институт, работал агрономом в колхозе имени Фрунзе, а затем главным агрономом колхоза «Москва» Регарского района Таджикской ССР.

## Награды
- Герой Социалистического Труда (1 марта 1948 года).
- 2 ордена Ленина (1 марта 1948 года, 23 июня 1949 года)
- медали